# Francesco Cagnola
Francesco Cagnola (prima del 1498 – 1517 circa) è stato un pittore italiano, attivo con il padre, Tommaso Cagnola, in una delle principali botteghe di pittura presenti a Novara tra il XV e il XVI secolo.

## Vita ed opere
Figlio di Tommaso Cagnola, lavorò nella bottega paterna che seppe affermarsi con notevole successo a Novara tra gli ultimi decenni del XV secolo e i primi decenni del secolo successivo.
Viene considerato il principale artefice dello straordinario ciclo di affreschi con la Vita di Cristo che ricopre pressoché interamente, con i suoi riquadri disposti su tre registri, tutte le pareti della Chiesa della SS. Trinità a Momo. Il linguaggio pittorico utilizzato nella realizzazione del ciclo si caratterizza per una rusticità espressiva che coglie comunque la funzione didattica affidata agli affreschi, anche grazie alla vivacità dei colori.
A differenza del padre che lasciò spesso la sua firma accanto alle opere realizzate, solo due sono gli affreschi firmati e datati di Francesco:
- Bolzano Novarese, facciata della Chiesa di San Martino: San Martino a cavallo, (1507);
- Montecrestese, Santuario di Viganale: Madonna col Bambino (1516)

Poiché molte opere sono realizzate dalla bottega, non risulta semplice riconoscere la mano di Francesco, distinguendola da quella di Tommaso, o da quella del più anziano fratello Giovanni (di cui pochissimo si conosce, tranne il fatto che dal 1496 risulta titolare di una bottega autonoma). Diverso è il caso dell'altro fratello, Sperindio Cagnola, maggiormente dotato ed attento a cogliere le novità rinascimentali. 
Oltre al ciclo di affreschi nella chiesa della SS. Trinità a Momo, sono attribuiti a Francesco numerosi altri dipinti. Ricordiamo tra essi:
- Bolzano Novarese, interno della Chiesa di San Martino: affreschi dell'abside, e affreschi della bottega dei Cagnola non firmati da Tommaso;
- Vicolungo, Chiesa di Santa Maria delle Grazie (o Oratorio dei Palazzi), Storie della Vergine, sulla volta a botte dell'abside;
- Gozzano, Chiesa di Santa Maria di Luzzara, Crocifissione e altri affreschi;

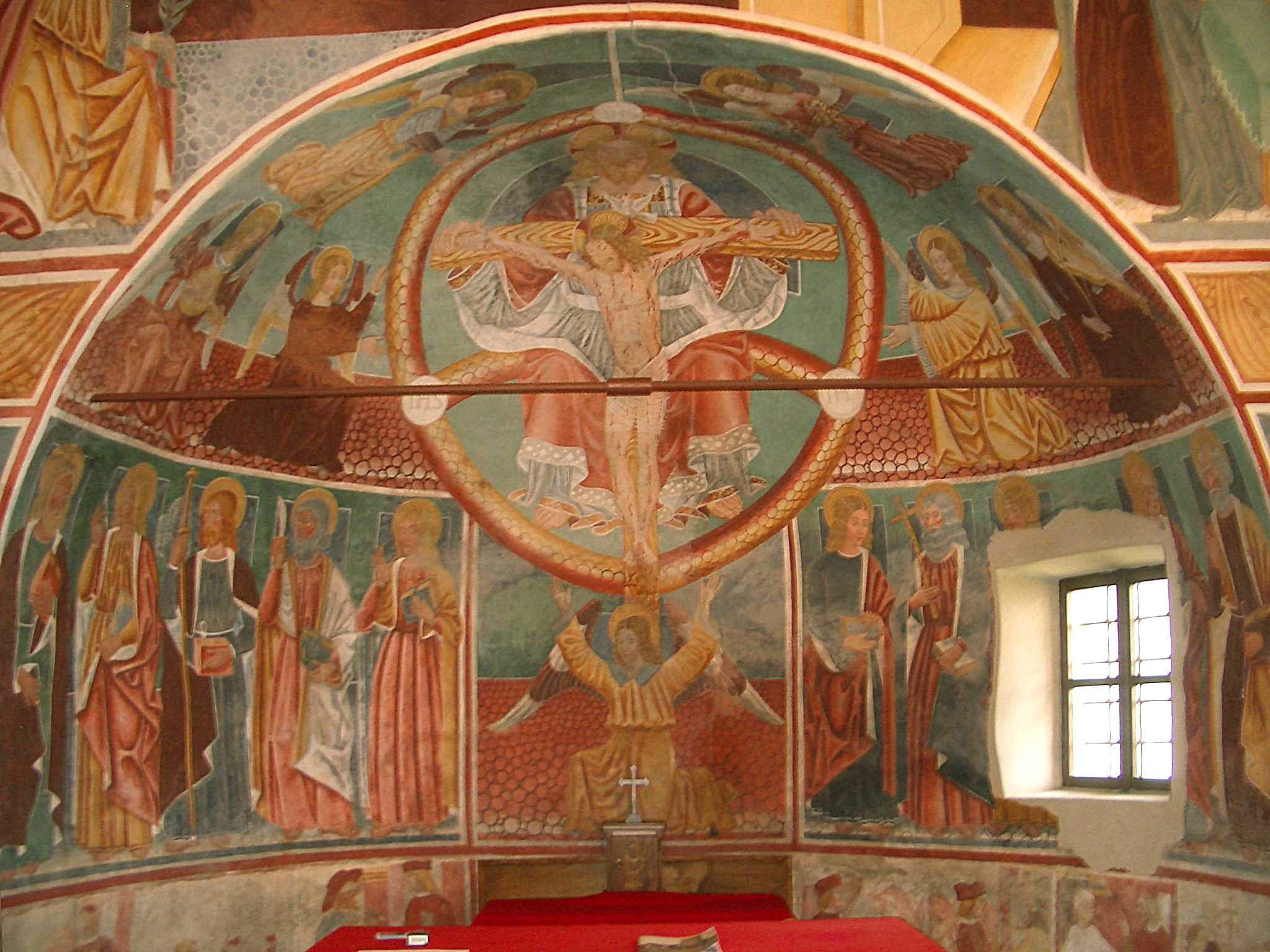
Bolzano Novarese, Chiesa di San Martino, Affreschi dell'abside

Riguardo alla sua produzione artistica è stato osservato che:
(AA. VV., 1996, p. 68)